# جواز سفر كوري شمالي
ويجوز إصدار جوازات سفر كورية شمالية للمواطنين من جمهورية كوريا الشعبية الديمقراطية وجمهورية كوريا للسفر الدولي. لأن غالبية الكوريين الشماليين لا يحصلون على فرص لمغادرة بلادهم، نادرا ما تصدر جوازات سفر لكوريا الديمقراطية. جواز السفر متوفر باللغتين الكورية والإنجليزية.

## المعرض

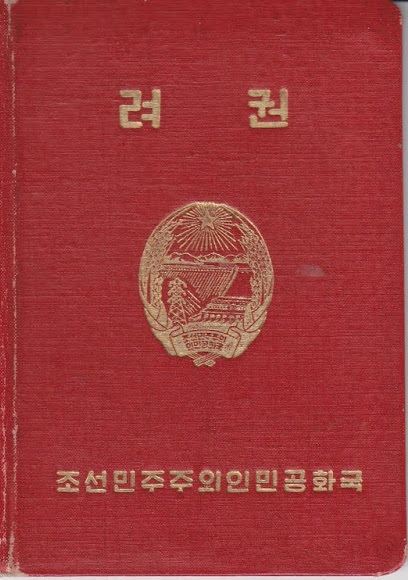
جواز سفر جمهورية كوريا الديمقراطية الشعبية في الخمسينيات
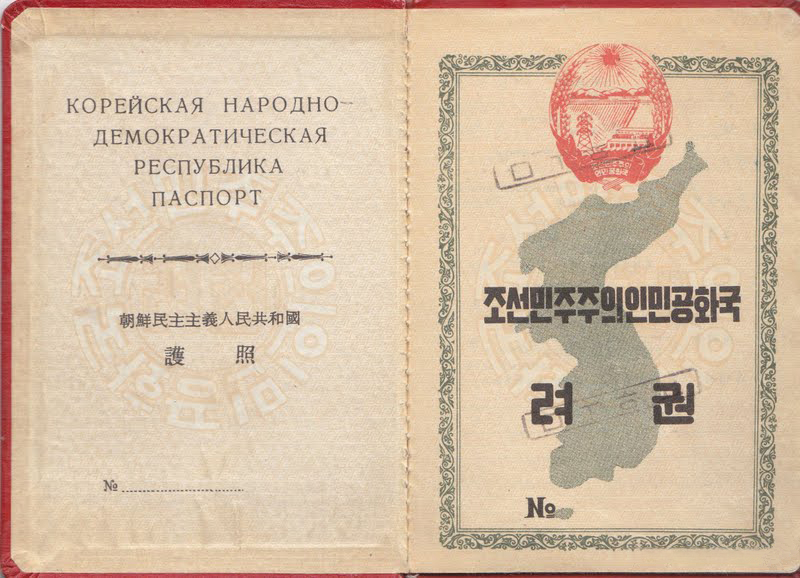
جواز سفر جمهورية كوريا الديمقراطية الشعبية في الخمسينيات، الصفحة الداخلية
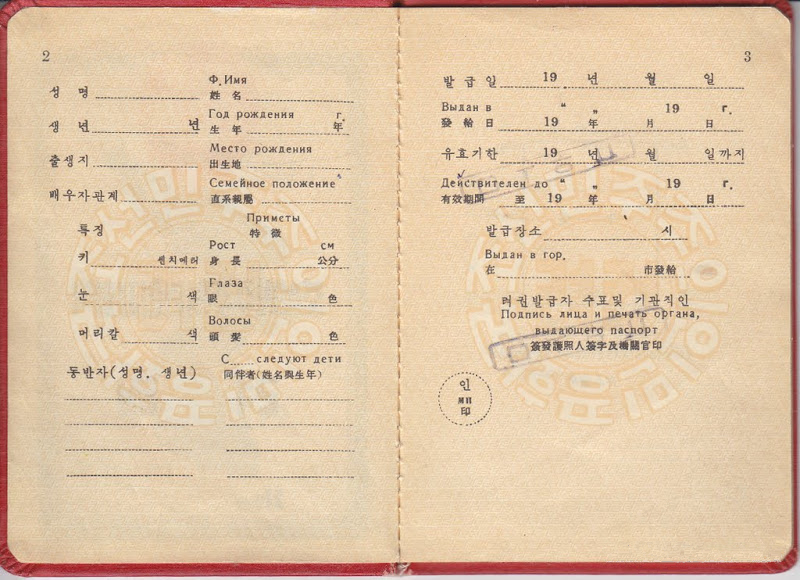
جواز سفر جمهورية كوريا الديمقراطية الشعبية في الخمسينيات، صفحة المعلومات
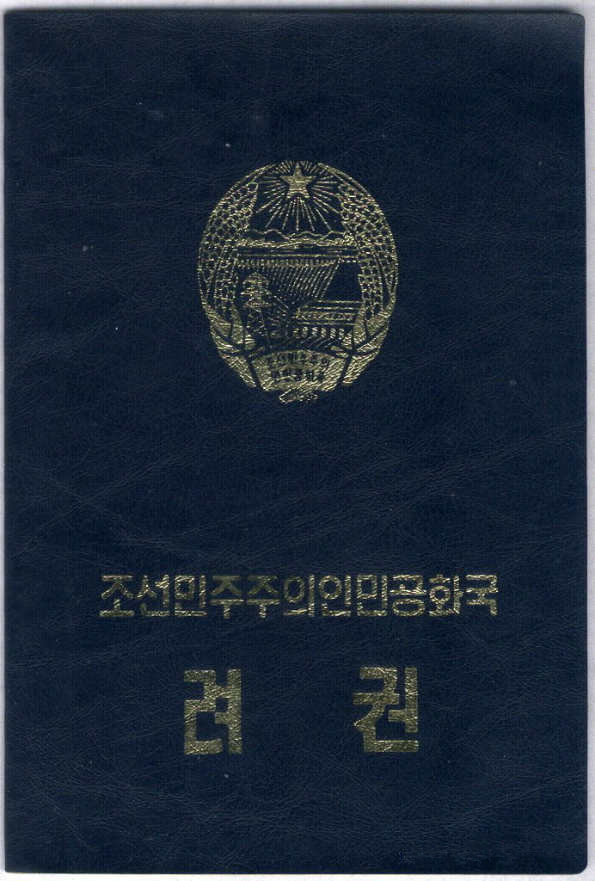
جواز سفر إصدار التسعينيات
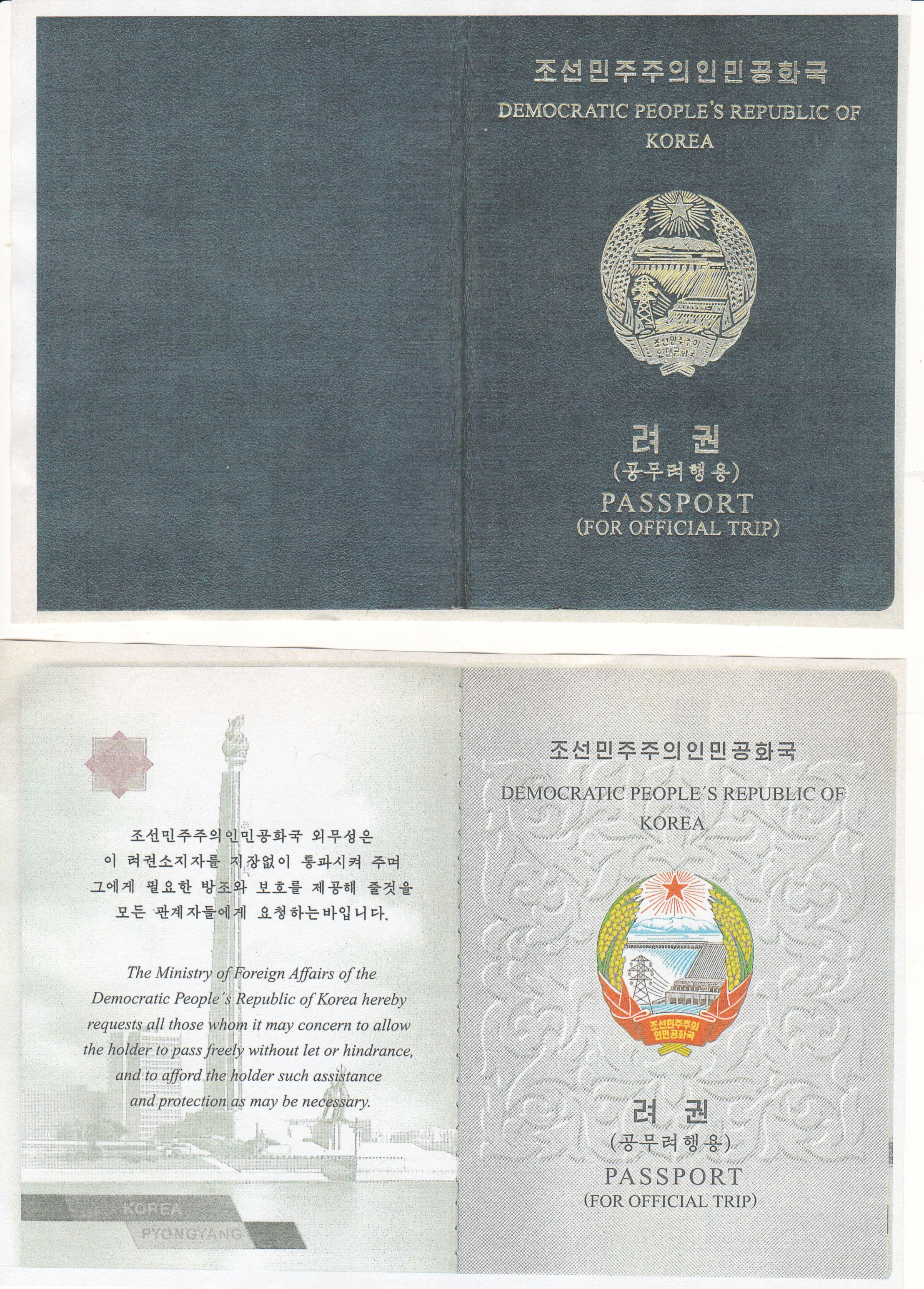
جواز سفر إصدار 2019

## انظر أيضًا

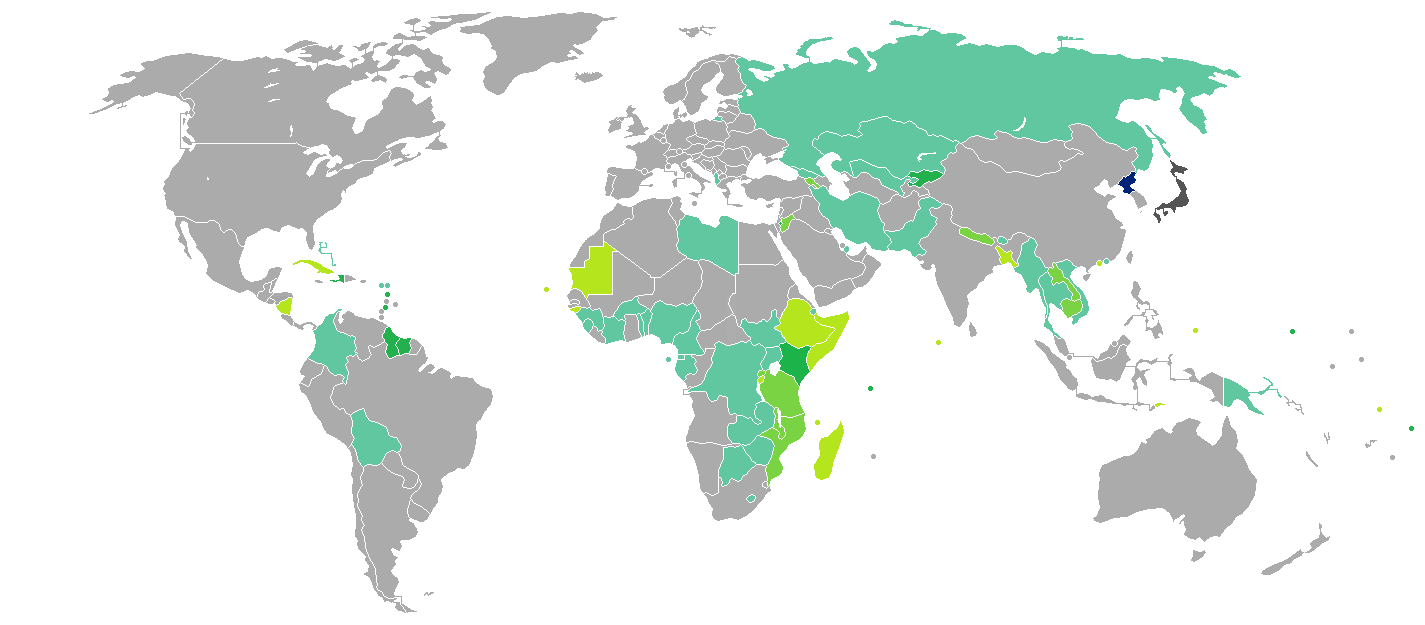
البلدان والأقاليم التي لا تفرض تأشيرة أو تطلب تأشيرة دخول عند الوصول للجهة، لحاملي جوازات السفر الكورية الشمالية العادية.